# Giovanni Baglione

Giovanni Baglione, Amor niebieski i Amor ziemski (1602)

Giovanni Baglione (ur. ok. 1566 w Rzymie, zm. w 1643 tamże) – włoski malarz, rysownik i historyk sztuki okresu baroku.
Działał w Rzymie, jego przyjacielem był malarz martwych natur Tommaso Salini. Pozostawał pod silnym wpływem Caravaggia, z którym procesował się w 1603 o zniesławienie. Autor dzieła Żywoty malarzy, rzeźbiarzy i architektów (wł. Le vite de pittori, scultori et architetti; 1642), w którym znajduje się pierwsza biografia Caravaggia.

## Wybrane dzieła
- Amor niebieski i Amor ziemski (1602) – Rzym, Galleria Nazionale d’Arte Antica,
- Ekstaza św. Franciszka (1601) – Chicago, Art Institute,
- Judyta z głową Holofernesa (1608) – Rzym, Galleria Borghese,
- Klio – Arras, Musée des Beaux-Arts,
- Madonna z Dzieciątkiem i aniołami – Windsor, Royal Collection,
- Triumf miłości niebiańskiej nad ziemską (ok. 1602-03) – Berlin, Gemaeldegalerie,
- Zmartwychwstanie Chrystusa – Paryż, Luwr.